# Farin Urlaub
Jan Vetter, mest känd som Farin Urlaub (från tyska Fahr in Urlaub, ”åk på semester”), född 27 oktober 1963 i Berlin-Moabit är en tysk punkrock-musiker, sångare och gitarrist i det tyska bandet Die Ärzte. På senare år har han även haft en solokarriär.

## Diskografi

### Album
- Endlich Urlaub! (Äntligen semester) (2001)
- Am Ende der Sonne (Vid solens slut) (2005)
- Livealbum of Death (Dödens livealbum) (2006)
- Die Wahrheit übers Lügen (Sanningen om lögner) (2008)

### Singlar
- Glücklich (Lycklig) (2001)
- Sumisu (2001)
- OK (2002)
- Phänomenal egal (Fenomenalt likgiltig) (2002)
- Dusche (Dusch) (2005)
- Porzellan (Porslin) (2005)
- Sonne (Sol) (2005)
- Zehn (Tio) (2006)
- Nichimgriff (Inteunderkontroll) (2008)
- Niemals (Aldrig) (2009)
- Krieg (Krig) (2009)
- Zu Heiß (För het) (2010)